# Акеке
Акеке (Loxops caeruleirostris) — вид горобцеподібних птахів родини в'юркових (Fringillidae).

## Поширення та чисельність
Ендемік Гавайських островів. Поширений у внутрішніх гірських районах острова Кауї. Популяція виду до 1990-х років вважалася стабільною та оцінювалася у понад 20 тис. птахів. Проте за остання два десятиріччя чисельність виду почала різко зменшуватися: у 2012 році залишилось близько 5000 акеке, а в 2012 — не більше 1000. Основною причиною зниження чисельності вважають пташину малярію, що поширюють чужорідні інвазійні види комарів.

## Опис
Птах завдовжки 10 см, вагою 9 г. Тіло масивне з квадратною головою. Дзьоб конічний зі злегка схрещеними кінчиками. Верхня частина тіла оливково-зелена, нижня частина — жовта. Лицьова маска темно-сіра. Дзьоб блакитний. Ноги темно-коричневі.

## Спосіб життя
Живе у вологих гірських лісах з переважанням дерев охіа (Metrosíderos polymorpha) та інших ендеміків. Трапляється парами або невеликими сімейними групами серед найвищих гілок дерев. Живиться комахами, яких шукає між пагонами охіа. Сезон розмноження триває з лютого по червень. Самці залицяються до самиць, стрибаючи та співаючи перед ними. Утворюють моногамні пари. Гніздо будують обидва партнери на верхніх гілках дерев. У гнізді два білих яйця.